# Георг II (король Греції)
Георг ІІ (грец. Γεώργιος Β, 19 липня 1890, Татої — 1 квітня 1947, Афіни) — п'ятий король Греції з династії Глюксбургів у 1922—1924 та 1935—1947. Президент НОК Греції.

## Правління
Старший син короля Костянтина І та онук короля Георга І. Вступив на престол після військового перевороту 1922. У грудні 1923 у зв'язку з перемогою республіканців на виборах був змушений залишити Грецію і оселитися в Лондоні. Відновлений на престолі у 1935 монархістами.
Сприяв встановленню 4 серпня 1936 реакційної диктатури Метаксаса.
У 1941 у зв'язку з окупацією Греції німецькими нацистами втік на Крит. Згодом очолював емігрантський уряд Греції спочатку в Єгипті, а потім в Англії. Повернувся до Греції після реставрації монархії в результаті плебісциту, що відбувся 1 вересня 1946.
Помер 1 квітня 1947, похований у королівській усипальниці Татої.
Був бездітним, тому престол після його смерті успадкував його молодший брат Павло.